# Tok Pisin
Tiếng Tok Pisin là một ngôn ngữ bồi hình thành trên cơ sở tiếng Anh và được nói trên khắp đất nước Papua New Guinea. Ngôn ngữ này có lịch sử chưa lâu và ít phổ biến với những cao tuổi. Tiếng Tok Pisin là ngôn ngữ chính thức của Papua New Guinea và là ngôn ngữ được dùng rộng rãi nhất ở quốc gia này.

## Lịch sử
Tok bắt nguồn từ "talk" (nói) trong tiếng Anh và Pisin bắt nguồn từ "pidgin" (tiếng lai, tiếng bồi). Tiếng Tok Pisin là kết quả của việc những người các đảo Thái Bình Dương hòa nhập về ngôn ngữ với nhau khi họ được đưa đến làm việc trong các đồn điền ở Queensland và một số đảo khác ở Úc. Các lao động bắt đầu phát triển một thứ tiếng lai, lấy từ ngữ chủ yếu từ tiếng Anh, nhưng cũng có thể là từ tiếng Đức, tiếng Mã Lai, tiếng Bồ Đào Nha và các ngôn ngữ Nam Đảo của họ (đặc biệt là tiếng Kuanua của người Tolai).
Thứ tiếng lai trên cơ sở tiếng Anh này được tiến triển thành tiếng Tok Pisin tại New Guinea thuộc Đức (nơi thứ tiếng bồi trên cơ sở tiếng Đức gọi là Unserdeutsch đã được sử dụng). Ngôn ngữ này bắt đầu được sử dụng rộng rãi và là ngôn ngữ chính, ngôn ngữ tương tác giữa những kẻ cai trị và những người bị cai trị. Tiếng Tok Pisin có quan hệ gần gũi với tiếng Bislama ở Vanuatu và tiếng Pịin ở Quần đảo Solomon, những ngôn ngữ cũng dược tạo ra và phát triển theo cùng một kiểu như nhau). Sự phát triển của tiếng Tok Pisin tại New Guinea thuộc Đức (mặc dù ngôn ngữ của những người ở khu vực đô thị là tiếng Đức) hoàn toàn tương phản với tiếng Hiri Motu, ngôn ngữ chính của người Papua, một thổ ngữ được những người bản địa sử dụng ở khu vực Port Moresby.

## Phân bổ
Cùng với tiếng Anh và tiếng Hiri Motu, đây là một trong 3 ngôn ngữ chính htức tại Papua New Guinea. Tiếng Tok Pisin là ngôn ngữ chủ yếu tại các cuộc hội đàm của Nghị viện Quốc gia. Hầu hết các văn bản của chính quyền lại dùng tiếng Anh. Tiếng Tok Pisin được sử dụng trong 3 năm đầu tiên của hệ thống giáo dục, trong khi tiếng Anh là ngôn ngữ chính.
Khoảng từ 5 đến 6 triệu người sử dụng tiếng Tok Pisin ở những mức độ thành thạo khác nhau. Chỉ có từ 1 đến 2 triệu người tự coi đây là ngôn ngữ thứ nhất của họ, đặc biệt là trẻ em là con hay cháu của những cặp vợ chồng nói các thổ ngữ khác nhau. Các gia đình ở khu vực đô thị, thành viên các lực lượng cánh sát và quân đội cũng chủ yếu sử dụng ngôn ngữ này, họ sử dụng thổ ngữ như ngôn ngữ thứ 2 hoặc thứ ba sau tiếng Tok Pisin và tiếng Anh. Có thể có 1 triệu người coi tiếng Tok Pisin là ngôn ngữ chính.